# Ponthieva viridilimbata
Ponthieva viridilimbata är en orkidéart som beskrevs av Robert Louis Dressler. Ponthieva viridilimbata ingår i släktet Ponthieva och familjen orkidéer.
Artens utbredningsområde är Ecuador. Inga underarter finns listade i Catalogue of Life.